# Liste der laotischen Botschafter in Osttimor

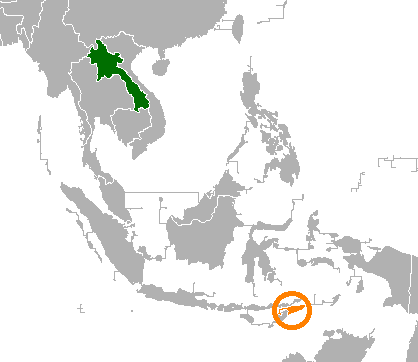
Laos (grün) und Osttimor (orange)

Diese Liste führt die laotischen Botschafter in Osttimor auf.

## Hintergrund
Laos und Osttimor nahmen am 29. Juli 2002 diplomatische Beziehungen auf.

## Liste der Botschafter
| Name                  | Amtszeit         | Anmerkungen                                                         |      |
| Laos                  | Laos             | Laos                                                                | Laos |
| --------------------- | ---------------- | ------------------------------------------------------------------- | ---- |
| ?                     |                  |                                                                     |      |
| Phavanh Nuanthasing   | 2016–2019        | Akkreditierung:15. Juni 2016                                        |      |
| Phomma Sidsena        | 2019/2021 – 2023 | Ernannt: November 2019 Akkreditierung (virtuell): 11. November 2021 |      |
| Khamfeuang Phanthaxay | seit 2024        | Akkreditierung in Osttimor: 19. Februar 2024                        |      |